# Wladislaus III van Moravië
Wladislaus (1227 - 3 januari 1247) was de oudste zoon van koning Wenceslaus I van Bohemen en Cunigonde van Hohenstaufen. In 1239 werd hij markgraaf van Moravië. Door zijn huwelijk met Gertrudis van Oostenrijk, uit het geslacht Babenberg, maakte hij aanspraak op Oostenrijk en Stiermarken na het kinderloos overlijden van Frederik II van Oostenrijk, oom van zijn echtgenote. Hij eigende zich in de periode 1246-47 dan ook de titel hertog van Oostenrijk-Stiermarken toe.

## Voorouders
| Voorouders van Wadisclaus III van Bohemen | Voorouders van Wadisclaus III van Bohemen                                     | Voorouders van Wadisclaus III van Bohemen                                     | Voorouders van Wadisclaus III van Bohemen                                            | Voorouders van Wadisclaus III van Bohemen                                     |
| ----------------------------------------- | ----------------------------------------------------------------------------- | ----------------------------------------------------------------------------- | ------------------------------------------------------------------------------------ | ----------------------------------------------------------------------------- |
| Overgrootouders                           | Wladislaus II van Bohemen (1110-1174) ∞ Judith van Thüringen (1135-1210)      | Béla III van Hongarije (1148-1196) ∞ Agnes van Châtillon (1154-1184)          | Keizer Frederik I Barbarossa (1122-1190) ∞ 1156 Beatrix I van Bourgondië (1145-1184) | Isaäk II Angelos (1155–1204) ∞ Herina (-)                                     |
| Grootouders                               | Ottokar I van Bohemen (1155-1230) ∞ Constance van Hongarije (1180-1240)       | Ottokar I van Bohemen (1155-1230) ∞ Constance van Hongarije (1180-1240)       | Filips van Zwaben (1177-1208) ∞ Irena Angela (1275-1208)                             | Filips van Zwaben (1177-1208) ∞ Irena Angela (1275-1208)                      |
| Ouders                                    | Wenceslaus I van Bohemen (1205-1253) ∞ Cunigonde van Hohenstaufen (1200-1248) | Wenceslaus I van Bohemen (1205-1253) ∞ Cunigonde van Hohenstaufen (1200-1248) | Wenceslaus I van Bohemen (1205-1253) ∞ Cunigonde van Hohenstaufen (1200-1248)        | Wenceslaus I van Bohemen (1205-1253) ∞ Cunigonde van Hohenstaufen (1200-1248) |
| Wadisclaus III van Bohemen (1227-1247)    |                                                                               |                                                                               |                                                                                      |                                                                               |